# Spark Ar
Spark Ar és un programari de realitat augmentada creat per Facebook que permet la creació de filtres d'Instagram i màscares facials.  En els últims anys s'ha produït un increment en l'ús d'aquests filtres degut, entre altres motius, a la facilitat que tenen els usuaris que s'hi inscriuen per a dur a terme aquestes màscares.
Per a formular aquests filtres no cal disposar de coneixements en programación ja que la pròpia pàgina de Spark Ar ofereix guies i tutorials amb els quals que en faciliten el procés de creació. 
Entre les funcionalitats d'aquesta aplicació es troba la possibilitat que les empreses puguen trobar professionals que treballen en aquesta plataforma per a oferir serveis als seus clients. 